# Return to Paradise
Return to Paradise (bra: Pela Vida de um Amigo; prt: Um Caso de Força Maior) é um filme de drama romântico e suspense dos Estados Unidos lançado em 1998. Foi dirigido por Joseph Ruben, escrito por Wesley Strick e Bruce Robinson e estrelado por Vince Vaughn, Anne Heche e Joaquin Phoenix. Return to Paradise é um remake do filme francês Force majeure de 1989, dirigido por Pierre Jolivet, que já se inspirava discretamente do filme Midnight Express (1978) de Alan Parker. O filme estreou no dia 10 de agosto de 1998 e foi lançado nos cinemas em 14 de agosto de 1998.

## Sinopse
Três amigos, Lewis McBride, Sheriff e Tony, são vistos se divertindo em um paraíso na Malásia. Suas aventuras incluem ser quase atropelados por um carro enquanto andavam de bicicleta e ser pressionado a comprar chifre de rinoceronte de habitantes da Malásia. Eles também compram uma grande sacola de haxixe de um traficante de drogas. Os três homens terminam em sua casa em frente à praia, no oceano, pensando em seu futuro na ilha paradisíaca.
Tony e Sheriff decidem voltar para Nova York, enquanto Lewis, sendo um arivista do Greenpeace, deseja viajar para Bornéu para salvar orangotangos em perigo. Com o passar do tempo em Nova York, Sheriff está trabalhando como motorista de limusine e Tony como arquiteto.
Uma jovem advogada chamada Beth informa que seu amigo Lewis passou os últimos dois anos na prisão de Penang, na Malásia, por causa do haxixe encontrado em sua casa na Malásia. Ela revela que ele receberá a sentença de morte, a menos que um ou ambos os homens retornem para compartilhar a responsabilidade. Beth garante a ambos que não sofrerão na prisão, serão torturados ou feridos de qualquer forma. Depois de oito dias cansativos, durante os quais eles devem tomar uma decisão, Beth e Sheriff começam um caso de amor acalorado, e os dois homens decidem voltar para a Malásia. Ao chegarem, tudo parece bem até que eles visitam a prisão para ver Lewis.
Lewis parece ter sofrido danos psicológicos devido à dura prisão, embora seja relatado que ele não foi torturado ou morto de fome, como é o caso de outros prisioneiros. Beth posteriormente revela que é irmã de Lewis e tem manipulado descaradamente os dois homens. Sua mentira deixa Tony com medo do sistema de justiça da Malásia e ele abandona Lewis e voa de volta para os Estados Unidos. Sheriff inicialmente segue Tony, mas decide enfrentar a prisão para salvar seu amigo e retorna ao tribunal em que Lewis está sendo julgado.
O juiz parece animado com esse ato de coragem, até descobrir um recorte de notícias de um jornal americano culpando o sistema de justiça da Malásia e condenando-os por sua dura sentença de Lewis. Por causa disso, o juiz fica furioso e dá a Lewis uma sentença de morte, apesar da decisão de Sheriff de aceitar sua parte da responsabilidade. Ele também dá ao Sheriff um período desconhecido de prisão.
Quando Lewis é levado para sua execução, Sheriff ouve seus gritos e lutas. De uma janela, ele é capaz de ligar para ele, para garantir repetidamente que ele não está sozinho. Pouco antes de ser enforcado, Lewis se acalma em resposta a essas garantias e morre em silêncio.
Sheriff garante a Beth que Lewis, apesar de sua deterioração emocional, parecia em paz em seus momentos finais. Beth se emociona e beija Sheriff como sinal de amor e conexão. Ela diz a ele que o procurador-geral disse que o governo da Malásia o libertará silenciosamente dentro de seis meses, quando a atenção da mídia diminuir, para salvar a cara. Quando o guarda leva Sheriff, Beth diz que ela levará seu irmão de volta para casa e depois retornará à Malásia para esperar sua libertação.

## Elenco
- Vince Vaughn - John 'Sheriff' Volgecherev
- Anne Heche - Beth McBride
- Joaquin Phoenix - Lewis McBride
- David Conrad - Tony Croft
- Vera Farmiga - Kerrie
- Nick Sandow - Ravitch
- Jada Pinkett Smith - M.J. Major
- David Zayas - Mestre de obras
- Ming Lee - Sr. Chandran
- Joel de la Fuente - Sr. Doramin
- Richard Chang - Promotor
- James McCauley - Advogado de divórcios
- Brette Taylor - Mulher na limousine
- Elizabeth Rodriguez - Gaby, ex de Sheriff
- Raymond J. Barry - Pai de Sheriff

## Produção

### Desenvolvimento
O filme foi dirigido por Joseph Ruben, e o roteiro foi escrito por Wesley Strick e Bruce Robinson. Propaganda Films, Tetragram e PolyGram Filmed Entertainment produziram o longa, distribuído por este nos Estados Unidos, Universal Pictures na Alemanha, Warner Bros. na França e 20th Century Fox na Argentina.

### Elenco
Anne Heche, Joaquin Phoenix e Vince Vaughn foram escalados para os três papéis principais de Beth Eastern, Lewis McBride e John "Sheriff" Volgecherev, respectivamente. Vera Farmiga estreou no cinema com este filme, no papel coadjuvante de Kerrie. Jada Pinkett Smith foi escalada para o papel coadjuvante de M.J. Major, e David Conrad foi escalado para o papel coadjuvante de Tony Croft, papel que antes tinha sido oferecido para Cuba Gooding Jr., que o rejeitou.
Heche e Vaughn também estariam no filme Psycho lançado no mesmo ano.

### Filmagem
A filmagem principal começou em novembro de 1997, em locais como Nova York, Filadélfia, Hong Kong, Phuket e Macau.

## Recepção

### Bilheteria
Return to Paradise faturou US$2,465,129 em seu fim de semana de estréia nos Estados Unidos (ocupando o 14º lugar geral nas bilheterias) por uma média por cinema de US$2,554. A receita bruta doméstica eventual de US$8,341,087 não conseguiu recuperar seu orçamento de US$14 milhões.

### Resposta crítica
O filme recebeu críticas positivas da crítica especializada. O Rotten Tomatoes deu ao filme uma taxa de aprovação de 72%, com base em 46 revisões, com uma classificação média de 6,6/10. No Metacritic, ele tem uma classificação de 54 em 100, com base em críticas de 22 críticos.
Roger Ebert, do Chicago Sun-Times, deu ao filme 3,5 de 4, escrevendo: "Return to Paradise foi comparado ao Midnight Express, outro filme sobre um americano impensado que enfrenta a perda de sua vida na prisão longe de casa. Isso foi mais de um filme visceral. Este é mais cerebral.Como Sheriff e Tony, somos atraídos pela história: queremos que eles voltem e salvem Lewis, mas não temos certeza de que faríamos o mesmo. Esse é o dilema do prisioneiro em poucas palavras".